# Tchien-che 1

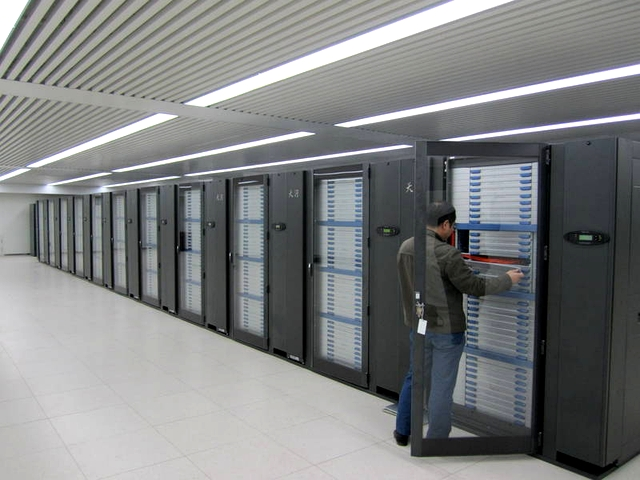
Čínský superpočítač Tchien–che 1

Tchien-che 1 (čínsky 天河一号 pchin-jin Tiānhé yīhào, v překladu do češtiny Mléčná dráha 1 je čínský superpočítač. Veřejnosti byl představen v říjnu 2009. Je umístěn v Národním počítačovém centru v Tchien-ťinu. V té době šlo o nejrychlejší počítač Čínské lidové republiky a třetí nejrychlejší počítač světa. Jeho upravená verze Tchien-che 1A, představená v říjnu 2010, se stala s výkonem 2,5 petaFLOPS nejrychlejším superpočítačem světa. Tuto pozici si Tchien-che 1A udržel do června 2011, kdy byl spuštěn japonský K Computer s více než trojnásobnou rychlostí.